# Gran Premio de Malasia de Motociclismo de 2024
El Gran Premio de Malasia de Motociclismo de 2024 (oficialmente PETRONAS Grand Prix of Malaysia) fue la decimonovena prueba del Campeonato del Mundo de Motociclismo de 2024. Tuvo lugar en el fin de semana del 1 al 3 de noviembre de 2024 en el Circuito Internacional de Sepang, situado en la localidad de Sepang, Selangor, Malasia.
La carrera al sprint de MotoGP fue ganada por Jorge Martín, seguido de Marc Márquez y Enea Bastianini.
La carrera de MotoGP fue ganada por Francesco Bagnaia, seguido de Jorge Martín y Enea Bastianini. Celestino Vietti fue el ganador de la prueba de Moto2, por delante de Jorge Navarro y Izan Guevara. La carrera de Moto3 fue ganada por David Alonso, Taiyo Furusato fue segundo y José Antonio Rueda tercero.

## Resultados

### Resultados MotoGP

#### Carrera al sprint
| Pos.    | N.º | Piloto            | Equipo                            | Constructor | Vueltas | Tiempo    | Parrilla | Puntos |
| ------- | --- | ----------------- | --------------------------------- | ----------- | ------- | --------- | -------- | ------ |
| 1       | 89  | Jorge Martín      | Prima Pramac Racing               | Ducati      | 10      | 19:49.230 | 2        | 12     |
| 2       | 93  | Marc Márquez      | Gresini Racing MotoGP             | Ducati      | 10      | +0.913    | 5        | 9      |
| 3       | 23  | Enea Bastianini   | Ducati Lenovo Team                | Ducati      | 10      | +2.010    | 6        | 7      |
| 4       | 73  | Álex Márquez      | Gresini Racing MotoGP             | Ducati      | 10      | +6.575    | 3        | 6      |
| 5       | 20  | Fabio Quartararo  | Monster Energy Yamaha MotoGP      | Yamaha      | 10      | +7.917    | 8        | 5      |
| 6       | 21  | Franco Morbidelli | Prima Pramac Racing               | Ducati      | 10      | +8.957    | 4        | 4      |
| 7       | 33  | Brad Binder       | Red Bull KTM Factory Racing       | KTM         | 10      | +11.015   | 10       | 3      |
| 8       | 43  | Jack Miller       | Red Bull KTM Factory Racing       | KTM         | 10      | +11.834   | 7        | 2      |
| 9       | 31  | Pedro Acosta      | Red Bull GASGAS Tech3             | KTM         | 10      | +12.091   | 13       | 1      |
| 10      | 72  | Marco Bezzecchi   | Pertamina VR46 Racing Team        | Ducati      | 10      | +12.840   | 14       |        |
| 11      | 42  | Álex Rins         | Monster Energy Yamaha MotoGP      | Yamaha      | 10      | +14.901   | 9        |        |
| 12      | 41  | Aleix Espargaró   | Aprilia Racing                    | Aprilia     | 10      | +15.224   | 16       |        |
| 13      | 37  | Augusto Fernández | Red Bull GASGAS Tech3             | KTM         | 10      | +17.115   | 21       |        |
| 14      | 12  | Maverick Viñales  | Aprilia Racing                    | Aprilia     | 10      | +18.603   | 12       |        |
| 15      | 10  | Luca Marini       | Repsol Honda Team                 | Honda       | 10      | +19.090   | 19       |        |
| 16      | 36  | Joan Mir          | Repsol Honda Team                 | Honda       | 10      | +20.204   | 20       |        |
| 17      | 30  | Takaaki Nakagami  | LCR Honda Idemitsu                | Honda       | 10      | +21.711   | 18       |        |
| 18      | 25  | Raúl Fernández    | Trackhouse Racing MotoGP          | Aprilia     | 10      | +23.814   | 15       |        |
| 19      | 29  | Andrea Iannone    | Pertamina Enduro VR46 Racing Team | Ducati      | 10      | +25.898   | 17       |        |
| 20      | 32  | Lorenzo Savadori  | Trackhouse Racing MotoGP          | Aprilia     | 10      | +29.778   | 22       |        |
| Ret     | 5   | Johann Zarco      | LCR Honda Castrol                 | Honda       | 7       | Caída     | 11       |        |
| Ret     | 1   | Francesco Bagnaia | Ducati Lenovo Team                | Ducati      | 2       | Caída     | 1        |        |
| Fuente: |     |                   |                                   |             |         |           |          |        |

#### Carrera larga
| Pos.    | N.º | Piloto            | Equipo                            | Constructor | Vueltas | Tiempo    | Parrilla | Puntos |
| ------- | --- | ----------------- | --------------------------------- | ----------- | ------- | --------- | -------- | ------ |
| 1       | 1   | Francesco Bagnaia | Ducati Lenovo Team                | Ducati      | 19      | 38:04.563 | 1        | 25     |
| 2       | 89  | Jorge Martín      | Prima Pramac Racing               | Ducati      | 19      | +3.141    | 2        | 20     |
| 3       | 23  | Enea Bastianini   | Ducati Lenovo Team                | Ducati      | 19      | +10.484   | 6        | 16     |
| 4       | 73  | Álex Márquez      | Gresini Racing MotoGP             | Ducati      | 19      | +12.230   | 3        | 13     |
| 5       | 31  | Pedro Acosta      | Red Bull GASGAS Tech3             | KTM         | 19      | +13.699   | 13       | 11     |
| 6       | 20  | Fabio Quartararo  | Monster Energy Yamaha MotoGP      | Yamaha      | 19      | +16.245   | 8        | 10     |
| 7       | 12  | Maverick Viñales  | Aprilia Racing                    | Aprilia     | 19      | +19.447   | 12       | 9      |
| 8       | 42  | Álex Rins         | Monster Energy Yamaha MotoGP      | Yamaha      | 19      | +20.611   | 9        | 8      |
| 9       | 72  | Marco Bezzecchi   | Pertamina VR46 Racing Team        | Ducati      | 19      | +21.994   | 14       | 7      |
| 10      | 37  | Augusto Fernández | Red Bull GASGAS Tech3             | KTM         | 19      | +22.174   | 21       | 6      |
| 11      | 5   | Johann Zarco      | LCR Honda Castrol                 | Honda       | 19      | +25.625   | 11       | 5      |
| 12      | 93  | Marc Márquez      | Gresini Racing MotoGP             | Ducati      | 19      | +27.276   | 5        | 4      |
| 13      | 41  | Aleix Espargaró   | Aprilia Racing                    | Aprilia     | 19      | +27.604   | 16       | 3      |
| 14      | 21  | Franco Morbidelli | Prima Pramac Racing               | Ducati      | 19      | +27.949   | 4        | 2      |
| 15      | 10  | Luca Marini       | Repsol Honda Team                 | Honda       | 19      | +28.838   | 19       | 1      |
| 16      | 25  | Raúl Fernández    | Trackhouse Racing MotoGP          | Aprilia     | 19      | +38.847   | 15       |        |
| 17      | 29  | Andrea Iannone    | Pertamina Enduro VR46 Racing Team | Ducati      | 19      | +47.599   | 17       |        |
| 18      | 32  | Lorenzo Savadori  | Trackhouse Racing MotoGP          | Aprilia     | 19      | +48.956   | 22       |        |
| Ret     | 30  | Takaaki Nakagami  | LCR Honda Idemitsu                | Honda       | 14      | Caída     | 18       |        |
| Ret     | 36  | Joan Mir          | Repsol Honda Team                 | Honda       | 5       | Box       | 20       |        |
| DNS     | 33  | Brad Binder       | Red Bull KTM Factory Racing       | KTM         | -       | Caída     | 10       |        |
| DNS     | 43  | Jack Miller       | Red Bull KTM Factory Racing       | KTM         | -       | Caída     | 7        |        |
| Fuente: |     |                   |                                   |             |         |           |          |        |

### Resultados Moto2
| Pos.    | N.º | Piloto                  | Constructor | Vueltas | Tiempo           | Parrilla | Puntos |
| ------- | --- | ----------------------- | ----------- | ------- | ---------------- | -------- | ------ |
| 1       | 13  | Celestino Vietti        | Kalex       | 17      | 36:06.629        | 3        | 25     |
| 2       | 9   | Jorge Navarro           | Kalex       | 17      | +1.486           | 1        | 20     |
| 3       | 28  | Izan Guevara            | Kalex       | 17      | +3.265           | 11       | 16     |
| 4       | 96  | Jake Dixon              | Kalex       | 17      | +4.502           | 12       | 13     |
| 5       | 14  | Tony Arbolino           | Kalex       | 17      | +4.833           | 6        | 11     |
| 6       | 24  | Marcos Ramírez          | Kalex       | 17      | +5.684           | 2        | 10     |
| 7       | 53  | Deniz Öncü              | Kalex       | 17      | +7.720           | 5        | 9      |
| 8       | 44  | Arón Canet              | Kalex       | 17      | +9.357           | 13       | 8      |
| 9       | 35  | Somkiat Chantra         | Kalex       | 17      | +10.429          | 15       | 7      |
| 10      | 10  | Diogo Moreira           | Kalex       | 17      | +10.836          | 9        | 6      |
| 11      | 18  | Manuel González         | Kalex       | 17      | +12.055          | 8        | 5      |
| 12      | 75  | Albert Arenas           | Kalex       | 17      | +13.294          | 4        | 4      |
| 13      | 21  | Alonso López            | Boscoscuro  | 17      | +14.386          | 20       | 3      |
| 14      | 3   | Sergio García           | Boscoscuro  | 17      | +18.113          | 19       | 2      |
| 15      | 12  | Filip Salač             | Kalex       | 17      | +20.945          | 10       | 1      |
| 16      | 5   | Jaume Masiá             | Kalex       | 17      | +24.934          | 24       |        |
| 17      | 34  | Mario Aji               | Kalex       | 17      | +25.928          | 21       |        |
| 18      | 7   | Barry Baltus            | Kalex       | 17      | +27.265          | 16       |        |
| 19      | 71  | Dennis Foggia           | Kalex       | 17      | +38.402          | 23       |        |
| 20      | 11  | Álex Escrig             | Forward     | 17      | +38.957          | 27       |        |
| 21      | 20  | Xavier Cardelús         | Kalex       | 17      | +40.239          | 26       |        |
| 22      | 43  | Xavier Artigas          | Forward     | 17      | +40.391          | 28       |        |
| 23      | 55  | Helmi Azman             | Kalex       | 17      | +49.239          | 29       |        |
| DNQ     | 84  | Zonta van den Goorbergh | Kalex       | 10      | +7 vueltas       | 14       |        |
| Ret     | 52  | Jeremy Alcoba           | Kalex       | 16      | Caída            | 17       |        |
| Ret     | 79  | Ai Ogura                | Boscoscuro  | 10      | Problema técnico | 7        |        |
| Ret     | 15  | Darryn Binder           | Kalex       | 7       | Caída            | 22       |        |
| Ret     | 81  | Senna Agius             | Kalex       | 0       | Caída            | 18       |        |
| Ret     | 67  | Alberto Surra           | Boscoscuro  | 0       | Caída            | 25       |        |
| Ret     | 29  | Harrison Voight         | Kalex       | 0       | Caída            | 30       |        |
| Fuente: |     |                         |             |         |                  |          |        |

### Resultados Moto3
| Pos.    | N.º | Piloto             | Constructor | Vueltas | Tiempo           | Parrilla | Puntos |
| ------- | --- | ------------------ | ----------- | ------- | ---------------- | -------- | ------ |
| 1       | 80  | David Alonso       | CFMoto      | 15      | 33:03.671        | 3        | 25     |
| 2       | 72  | Taiyo Furusato     | Honda       | 15      | +0.088           | 17       | 20     |
| 3       | 99  | José Antonio Rueda | KTM         | 15      | +0.411           | 10       | 16     |
| 4       | 48  | Iván Ortolá        | KTM         | 15      | +0.996           | 2        | 13     |
| 5       | 95  | Collin Veijer      | Husqvarna   | 15      | +1.091           | 8        | 11     |
| 6       | 66  | Joel Kelso         | KTM         | 15      | +1.225           | 5        | 10     |
| 7       | 6   | Ryusei Yamanaka    | KTM         | 15      | +1.496           | 12       | 9      |
| 8       | 82  | Stefano Nepa       | KTM         | 15      | +7.244           | 13       | 8      |
| 9       | 18  | Matteo Bertelle    | Honda       | 15      | +7.346           | 19       | 7      |
| 10      | 58  | Luca Lunetta       | Honda       | 15      | +10.806          | 6        | 6      |
| 11      | 22  | David Almansa      | Honda       | 15      | +10.904          | 9        | 5      |
| 12      | 12  | Jacob Roulstone    | Gas Gas     | 15      | +16.019          | 20       | 4      |
| 13      | 7   | Filippo Farioli    | Honda       | 15      | +20.545          | 23       | 3      |
| 14      | 85  | Xabier Zurutuza    | KTM         | 15      | +20.793          | 25       | 2      |
| 15      | 5   | Tatchakorn Buasri  | Honda       | 15      | +21.001          | 24       | 1      |
| 16      | 8   | Eddie O’Shea       | Honda       | 15      | +21.231          | 22       |        |
| 17      | 64  | David Muñoz        | KTM         | 15      | +43.705          | 15       |        |
| 18      | 55  | Noah Dettwiler     | KTM         | 15      | +45.159          | 26       |        |
| Ret     | 10  | Nicola Carraro     | KTM         | 10      | Caída            | 14       |        |
| Ret     | 24  | Tatsuki Suzuki     | Husqvarna   | 8       | Problema técnico | 4        |        |
| Ret     | 19  | Scott Ogden        | Honda       | 8       | Caída            | 18       |        |
| Ret     | 36  | Ángel Piqueras     | Honda       | 5       | Box              | 7        |        |
| Ret     | 31  | Adrián Fernández   | Honda       | 2       | Problema técnico | 1        |        |
| Ret     | 96  | Daniel Holgado     | Gas Gas     | 1       | Caída            | 11       |        |
| Ret     | 54  | Riccardo Rossi     | KTM         | 0       | Caída            | 16       |        |
| Ret     | 78  | Joel Esteban       | CFMoto      | 0       | Caída            | 21       |        |
| Fuente: |     |                    |             |         |                  |          |        |